# Florence Trocmé
Florence Trocmé, née en 1949 à Paris, est une journaliste, autrice et Rédactrice en chef française.

## Biographie
Après des études en histoire de l'art, Florence Trocmé travaille comme journaliste de 1971 à 1996. En 2002, elle choisit d'orienter son travail vers ses domaines de prédilection : la littérature et plus particulièrement la poésie. Constatant le manque de visibilité et de diffusion de la poésie dans la sphère publique, elle s'engage dans un travail d'almanach poétique, créé en 2001 à sa demande par Isabelle Aveline, sur le site Zazieweb, rassemblant une communauté de e.lecteurs.
En s'appliquant durant près de trois ans à mettre en ligne quotidiennement un extrait de poésie, Florence Trocmé publie plus de mille extraits de poésie moderne ou contemporaine, française ou étrangère. Elle réalise en cela un travail fondateur lui permettant d'aboutir en 2004 à la création du site Poezibao, devenu un site de référence dans le domaine de la poésie contemporaine.
Florence Trocmé a été membre de la rédaction de la revue Siècle 21, membre de 2006 à 2009 de la Commission Poésie du Centre National du Livre,, Commission Poésie qu'elle a ensuite présidée de 2016 à 2019.

## Recherches personnelles et publications
En 2004, Florence Trocmé créé Le Flotoir, un blog personnel qui rassemble, structure et publie un extrait des notes de ses notes personnelles, ainsi que des photographies originales classées par thématiques : photomontages ou cailloux-têtes.
En 2014, elle est à l'origine de Muzibao, une revue en ligne de chroniques musicales, livres et musique, accueillante aux œuvres pluridisciplinaires, et rassemblant de nombreuses contributions dont celles de André Hirt.
En 2021, l'autrice publie P’tit bonhomme de chemin, un livre poétique, écrit en vers justifiés et inspiré du P'tit bonhomme de Jules Verne,.

## Publications collectives
- L'année poétique 2008, Patrice Delbourg, Jean-Luc Maxence, Florence Trocmé, Éditions Seghers, Collection Anthologie,  (ISBN 9782232123009)

## Distinctions
- 2021 : Prix International de Mécènes de la Poésie, Académie Claudine de Tencin[11]
- 2022 : Grand Prix de l'Académie Française pour son site Poezibao[12]